# Temnopis oculata
Temnopis oculata är en skalbaggsart som beskrevs av Dmytro Zajciw 1960. Temnopis oculata ingår i släktet Temnopis och familjen långhorningar. Inga underarter finns listade i Catalogue of Life.